# 唐辛子

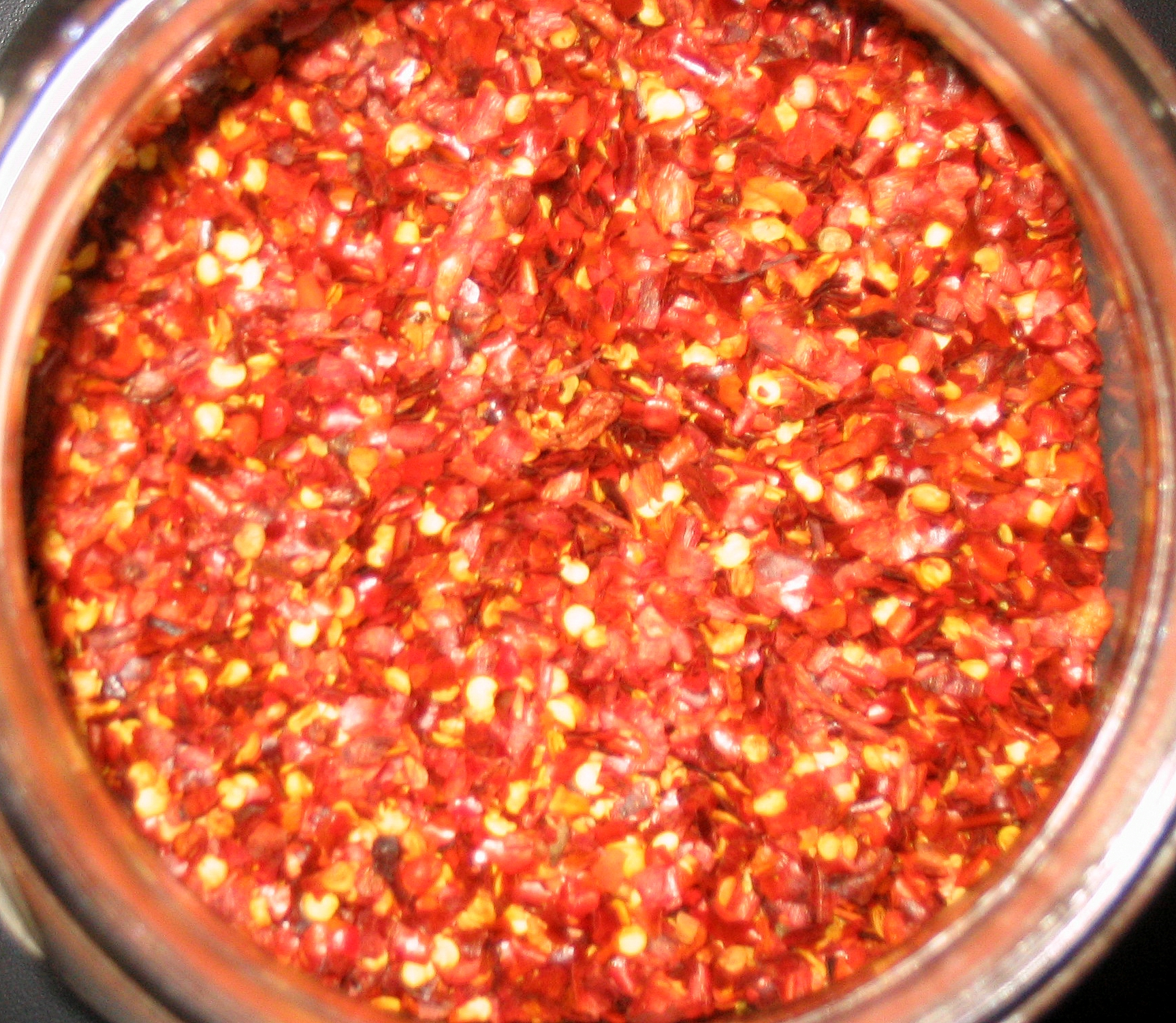
みじん切りにした唐辛子

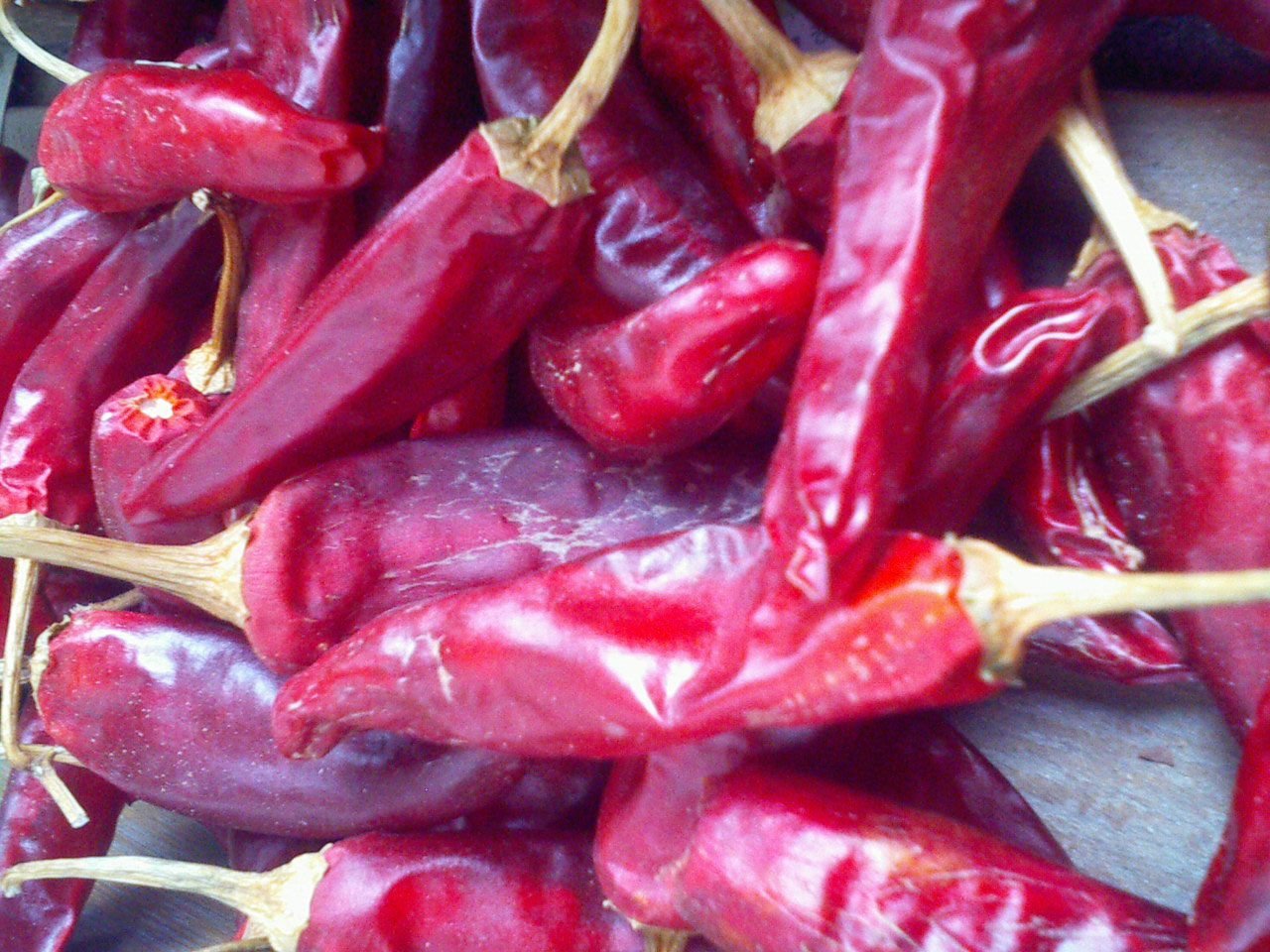
乾燥させた唐辛子

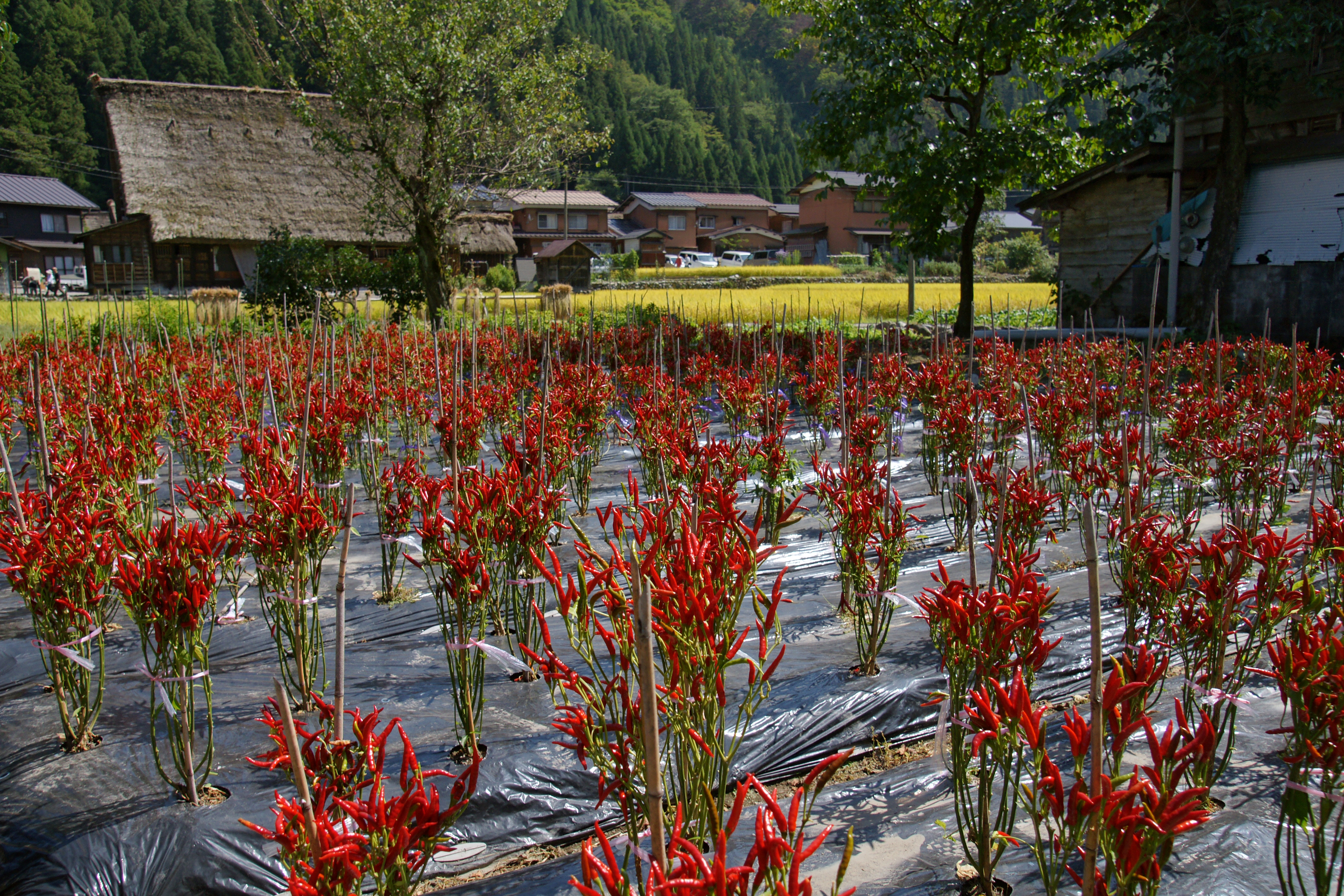
唐辛子畑

唐辛子（とうがらし、唐芥子、蕃椒）は、中南米を原産とする、ナス科トウガラシ属 (Capsicum) の果実あるいは、それから作られる辛味のある香辛料である。栽培種だけでなく、野生種が香辛料として利用されることもある。
トウガラシ属の代表的な種であるトウガラシには様々な品種があり、ピーマン、シシトウガラシ（シシトウ）、パプリカなど辛味がないかほとんどない甘味種（甘唐辛子・あまとうがらし）も含まれるが、ここでは辛味のある品種から作られる香辛料について述べる。

## 概要
トウガラシ属は中南米が原産地であり、メキシコでの歴史は紀元前6000年に遡るほど非常に古い。しかし、世界各国へ広がるのは15世紀になってからである。トウガラシ属が自生している南米では、ウルピカなどの野生種も香辛料として使われる。
唐辛子の辛味成分はカプサイシン類であり、痛みを与える。この痛みが「辛味」の正体であるが、唐辛子の場合は刺激が強く、人により好みが分かれる。粘膜を傷つけるため、適量を超えて過剰に摂取すれば胃腸等に問題を起こすこともある。皮膚の弱い部分に附着すると激しい痛みを引き起こすことが多い。唐辛子の収穫や加工、料理のため唐辛子を触った手で粘膜に触れた場合、強い刺激を受ける。
「火を噴くような」と形容される唐辛子の辛さは激辛料理という料理ジャンルを生んだ。極端な例では唐辛子から抽出したカプサイシンの結晶も販売されている。

## 分類学的位置づけ
トウガラシ属には数十種が属するが、そのうち栽培種は次の5種である。
- C. annuum（トウガラシ）
- C. baccatum（アヒ・アマリージョなど）
- C. chinense（カプシクム・キネンセ。ハバネロ、ブート・ジョロキアなど）
- C. frutescens（キダチトウガラシ）
- C. pubescens（ロコト）

日本で栽培されているのは主にトウガラシだが、沖縄や伊豆諸島ではキダチトウガラシの品種の島唐辛子が栽培されている。

## 辛さ

### 品種別

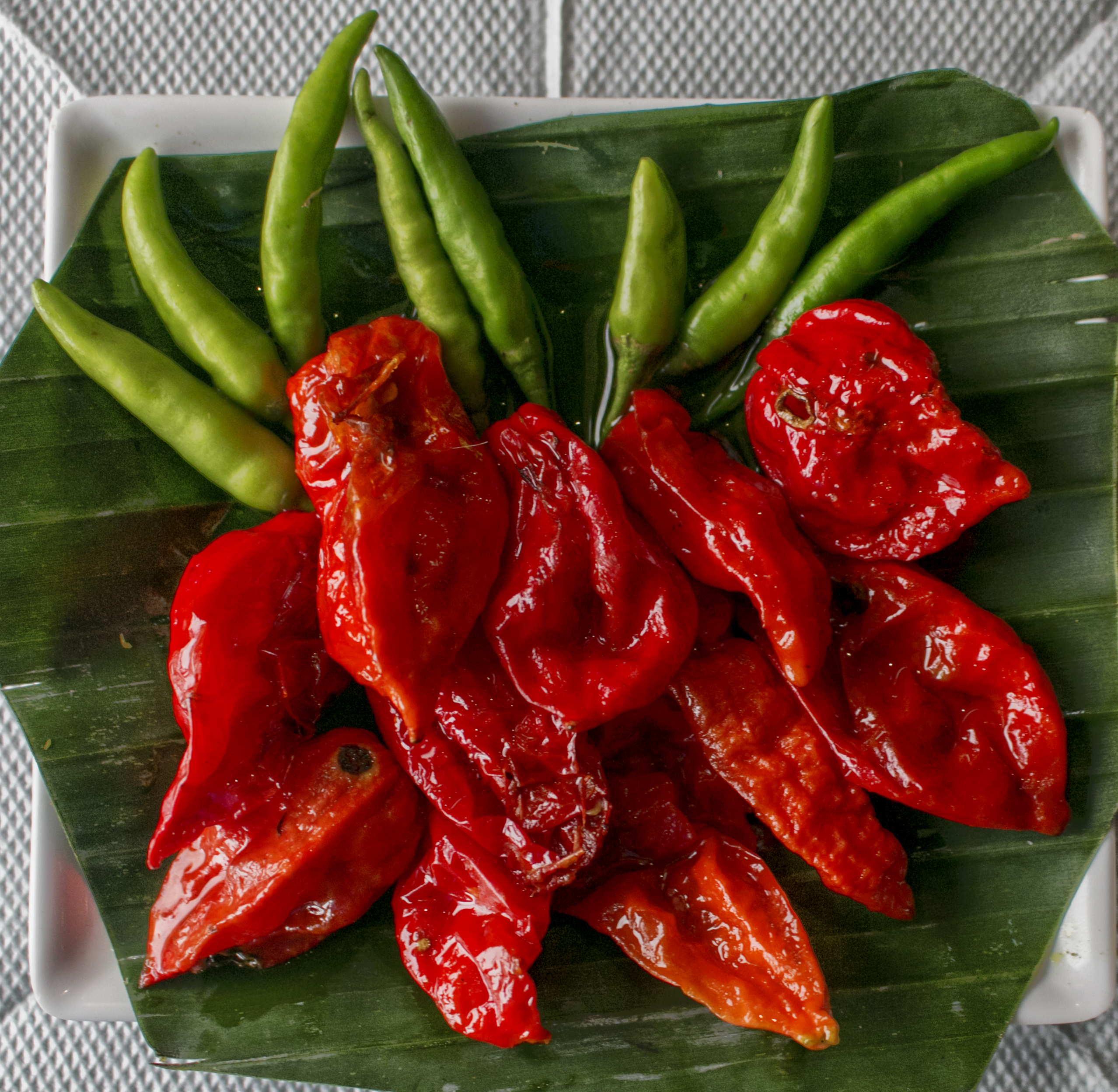
赤いブート・ジョロキアと青いバード・アイ

| 原産国・地域         | 品種名                                       | 辛さ（スコヴィル値） |
| -------------------- | -------------------------------------------- | -------------------- |
| アメリカ合衆国       | ペッパーX                                    | 318万                |
| ウェールズ           | ドラゴンズ・ブレス                           | 248万                |
| アメリカ合衆国       | キャロライナ・リーパー                       | 220万                |
| トリニダード・トバゴ | トリニダード・スコーピオン・モルガ           | 200万                |
| インド               | ブート・ジョロキア                           | 158万                |
| トリニダード・トバゴ | トリニダード・スコーピオン・ブッチ・テイラー | 146万3000            |
| イングランド         | ナーガ・ヴァイパー                           | 140万                |
| イングランド         | インフィニティ・チリ                         | 120万                |
| ユカタン半島         | ハバネロ                                     | 35万–85万5000        |
| 西アフリカ           | スコッチボネット                             | 35万–85万5000        |
| タイ王国             | バード・アイ                                 | 35万–85万5000        |
| 日本                 | 熊鷹                                         | 35万–85万5000        |
| 日本                 | 八房                                         | 10万–35万            |
| フランス(ギアナ)     | カイエンペッパー                             | 5万–10万             |
| 日本                 | 三鷹                                         | 5万–10万             |
| メキシコ             | ハラペーニョ                                 | 3500-1万             |
| アメリカ合衆国       | フレズノ・ペッパー                           | 3500-1万             |

### 味覚の生理
カプサイシン受容体TRPV1は痛み関連受容体に分類されており、唐辛子の辛味は口内の「痛覚」である。
鳥類はカプサイシンを感じ取るレセプターが存在せず、唐辛子の辛みを感じないと考えられており、種子の散布戦略としてこのような進化をしたと考えられる。野生の哺乳類などは一般的にカプサイシンの辛みを好まないが、マウスに少量ずつカプサイシン入りの餌を与えると逆にカプサイシンの入った餌を好むと言った実験結果も存在する。

## 名称
「唐辛子」の漢字は「唐から伝わった辛子」の意味であるが、歴史的に、この「唐」は漠然と「外国」を指す語とされる。同様に南蛮辛子（なんばんがらし）、略した南蛮という呼び方もある。
「鷹の爪」は唐辛子の総称ではなくて、一栽培品種の名である。
九州の一部や長野県北部地域などでは唐辛子を「胡椒」と呼ぶことがある（「柚子胡椒」の「胡椒」も唐辛子のことである）。「外来の」という意味で南蛮胡椒、高麗胡椒とも呼ばれ、沖縄県では「コーレーグス」という方言で呼ばれる。一説には大陸（唐土）との交易で潤っていた地域では「唐枯らし」に音が通ずる「トウガラシ」の呼び名を避けたためともいわれる。また他地域で言うところの「胡椒」を、区別のため「洋胡椒」と呼ぶことがある。
英語では、産品としては「レッド・ペッパー (red pepper)」あるいは「チリ・ペッパー (chili pepper)」、植物名としては「カプシカム・ペッパー (Capsicum peppers)」と呼ばれる。胡椒（コショウ科コショウ属）とは関係が無いにもかかわらずpepperと呼ばれている理由は、胡椒と同様に辛い香辛料だからである。
英語での一名「チリ」(chili, chile, chilli, chille)はメキシコのナワトル語での唐辛子の呼称chilliに由来する。南米西側の地名・国名「チリ (Chile)」とは語源が異なる。

## 利用

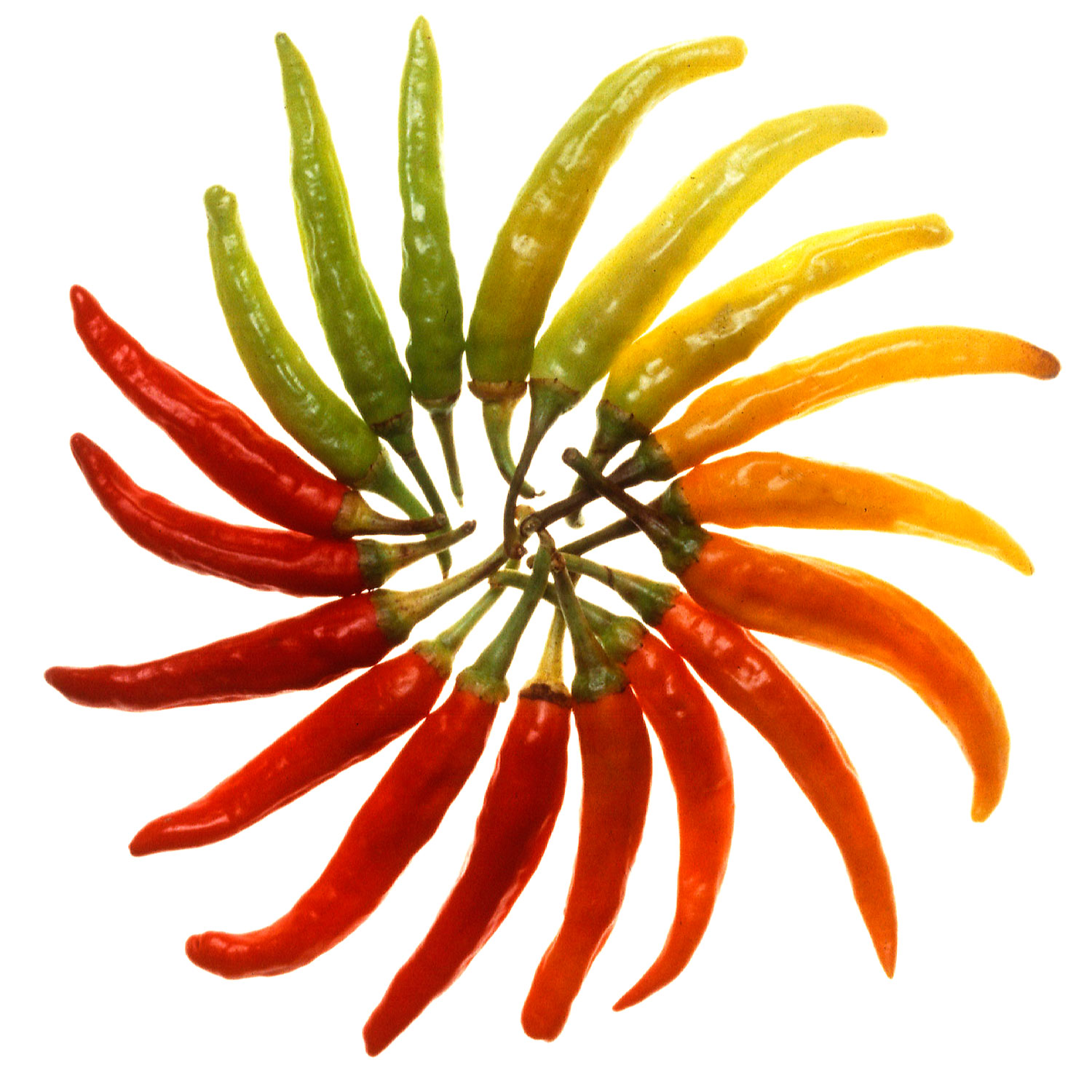
緑から赤へと熟していく唐辛子の果実

胡椒と同様、料理に辛みをつけるために使われる。また、健胃薬、凍瘡・凍傷の治療、育毛など薬としても利用される。果実は緑のままでも食べることが出来る。一般に、緑色のものは青唐辛子、熟した赤いものは赤唐辛子と呼ばれる。果実を鑑賞するためのトウガラシの品種もある。

### 食用

#### 実
生のまま食べる場合と、乾燥した後に使う場合とがある。チポトレのように燻煙してから使う場合もある。
醤油や酢、食用油、泡盛などに漬け込むと、それらに辛味を与えるので通常とは違った風味の調味料とすることができる。漬かった状態の唐辛子は、取り出して刻みサラダなどに利用することもできる。
日本では1960年代には年間7000トン程度が生産され、輸出もされていた。2018年には逆に輸入品が主で、輸入量1万4000トンに対して国産はその1％程度である。市町村別では「栃木三鷹（さんたか）」を生産する栃木県大田原市がほとんどの年で首位を占めている。料理に唐辛子が多く使われるようになったのは比較的最近のことである。1980年代以降、エスニック料理が浸透し、「激辛ブーム」が起こる以前には、薬味や香り付けに一味唐辛子や日本特有の七味唐辛子が少量使われる程度であり、市販のカレーも辛口の商品に関しては少数に留まっていた。今も年配の層には唐辛子の辛味を苦手とする人は多い。
インド料理やタイ料理、韓国料理などの唐辛子が日常的に使われる地域では、小さい子供の頃から徐々に辛い味に慣らしていき、舌や胃腸を刺激に対して強くしている。一方で日常的に使う習慣のない場合は、味覚としての辛味というよりも「痛み」として認識され、敬遠される。
このことからも、痛みを味覚として好むということ自体、多分に社会文化的条件付けによるものと言える。これらの国が唐辛子を積極的に摂取するのは、メキシコや西アフリカ、中国の四川省・湖南省など夏に暑い地域が多く、食欲を増進し発汗を促し暑さ負けを防ぐためであると言われる。ただし、台湾、沖縄など暑い季節が長いにもかかわらずさほど唐辛子を好まない地域がある一方、韓国、ブータンなどそれほど暑くない地域（韓国も大陸性の気候の影響が強く夏は暑くなるが、高温になる季節は長くはない）で唐辛子を特に好む食文化もあり、唐辛子の嗜好は単なる気候的要因ではなく文化的要因によるものが強いことがうかがえる。

#### 葉

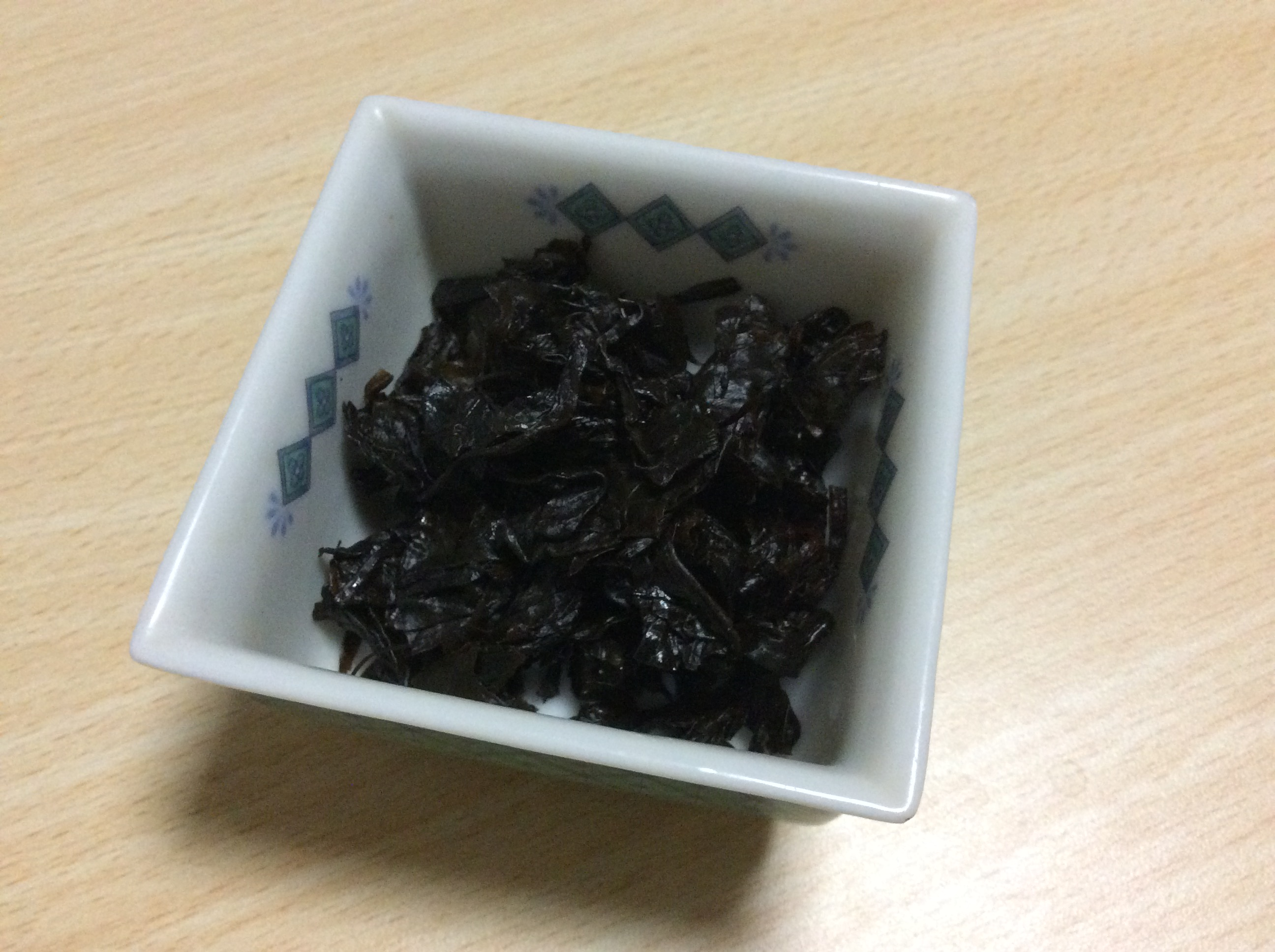
葉唐辛子の佃煮

フィリピンや中国などアジア圏では葉（葉唐辛子）を青菜と同様に炒めて食べたり、汁物の実としたりすることもある。日本でも葉唐辛子を炒めて食べたり、佃煮にしたりすることもある。

#### 栄養価
ごく少量含まれる辛み成分のカプサイシンには、唾液分泌量を増やして食欲を増進する効果があるほか、末梢の血管を拡張させて血流量を増やして体を温める効果、副腎ホルモンの一つエピネフリン（別名：アドレナリン）の分泌量を増やして脂肪の燃焼効率を高める効果などがあり、さまざまな機能性が注目されている。またカプサイシンが食事の食塩の使用量を減らしても物足りなさ感じることがなくなり満足感を得やすいので、食塩摂取量を減少する効果が得られる。
カロテン（体内でビタミンAに変化）とビタミンCが豊富なことから、夏バテの防止に効果が高く、特に暑い地域で多く使われている。除虫の効果もあり、食物の保存に利用されたりすることもあるが、サルモネラ菌や大腸菌などの食中毒の原因菌を殺菌する作用は無く、食中毒を防ぐことはできない。
旨味成分であるグルタミン酸も含まれている。

##### 長寿命化
ハーバード大学公衆衛生学部の研究によると、唐辛子をほぼ毎日食べた人は、死亡のリスクが14％低いことがわかった。研究著者のLu Qiによると、他の研究からのいくつかの証拠は、カプサイシンなどの唐辛子の生物活性成分が「悪玉」コレステロールとトリグリセリドを低下させ、炎症を改善する可能性があることを示唆している。

#### 悪影響
唐辛子を多く摂る国は胃癌や食道癌の発癌率が高いといわれている。唐辛子の過剰摂取と発癌の関連性が指摘されているが、国際がん研究機関 (IARC) による発がん性の可能性がある物質とは認められていないため、カプサイシン単体が発癌性をもつわけではない。
高い発癌率は、トウガラシの貯蔵中に発生するカビが生産するカビ毒が原因と考えられている。

### 食品以外の利用

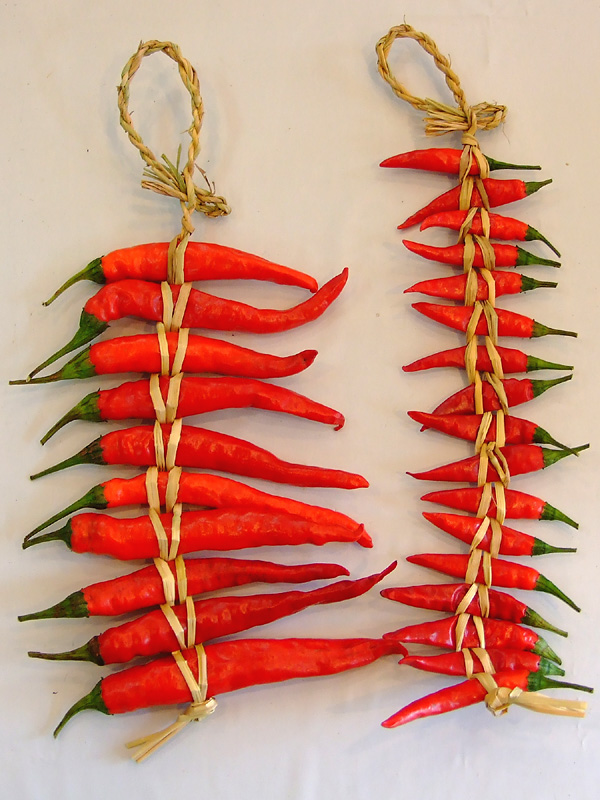
唐辛子の厄除け

- 蕃椒 - 唐辛子の生薬名を蕃椒（ばんしょう）という。健胃、発汗作用などがある。また外用薬として温湿布などに使われるが、カプサイシンの外用に末梢血管を拡張する効果は無い[要検証 – ノート]。温かみを感じるのは、カプサイシンが、痛覚、高温などのセンサーであるTRPV1を刺激することで起こる、擬似的なものである。寒冷地では靴の中に入れてしもやけや凍傷の予防として使う民間療法がある。
- トウガラシチンキ（医薬品）
- 猛獣や暴徒などに対する自衛手段として用いられるトウガラシスプレー
- 農作物を獣害から守るために農地の外周に植えられることがある。イノシシやサルの採食試験では、トウガラシを食べないわけではないが嗜好性が低い。特にタカノツメは嫌がる[32]。
- 園芸では他の作物と共に植えて虫害を減らす目的で栽培される。[要出典]
- 米櫃内の虫避けとして乾燥唐辛子が使用される。
- 入浴剤
- 乾燥させた唐辛子は、室内外の装飾にも使われる。
- 羽黒山の修験道では、唐辛子を燻し、その煙に耐える修行があった。また、特高警察などで拷問にも使われたという。昭和初期の連続殺人事件一方井事件（岩手県）では、容疑者を逆さ吊りにし、その下でなんばん（唐辛子）を燻して自白を迫ったという目撃談があったとされる[33]。

## 伝来史
原産地はメキシコが栽培の起源地と考えられており、最も古いものはメキシコ中部で紀元前6500 - 5000年ごろの栽培型の出土が確認されている。アメリカ大陸の各地では、紀元前ころから栽培されていたとみられ、１世紀ごろのペルーの遺跡からは唐辛子模様の織物が発見されている。現在世界中の国で多く使われているが、アメリカ大陸以外においては歴史的に新しい物で、正確な伝来年とヨーロッパ内での伝播についての詳細は不明である。クリストファー・コロンブスが1493年にスペインへ最初の唐辛子を持ち帰った。以降、ヨーロッパ全域に広まっていった。
- 1493年、コロンブスが1回目の航海の際に西インド諸島で発見した[1](p82)。
- 1542年、ヨーロッパの本草書へはじめて記載された。ドイツの植物学者レオンハルト・フックスが著書『時事起源誌』に「カリカット・コショウ」の名称で、数年前にインドからドイツに持ち込まれたがまだ普及していないと記述している[1]:86。
- 16世紀前半にはヨーロッパ人がインドに持ち込んだが、様々な料理に香辛料として用いられるようになったのは17世紀以降と考えられる[1]:89。
- 16世紀後半 ヨーロッパでは、純輸入品の胡椒に代わる自給可能な香辛料として南欧を中心に広まった[要出典]。
- バルカン半島周辺やハンガリーにはオスマン帝国を経由して16世紀に伝播した[要出典]。

### 中国
現代の中華料理はトウガラシ（辣椒）を多用し、とくに長江中流域の四川料理、湖南料理、湖北料理、貴州料理、陝南料理（陝西省南部）は辛いことで知られる。しかしトウガラシの伝来については不明な点が多い。3つのルートが推測されている。
1. 陸路で中央アジアからシルクロードで中国西部の新疆を経て、西安にたどり着いた。
2. 海路で原産地のメキシコから太平洋を横断し、フィリピン経由で大陸にたどり着いた。
3. 海路でポルトガル人は植民地ゴアを拠点に東南アジア、新たに植民地にしたマカオを経て、中国南部の広東省や広西チワン族自治区あたりに上陸した。

李時珍『本草綱目』（1578年完成）にはまだトウガラシは見えず、文献上は明末の高濂（1620年没）の『草花譜』および『遵生八牋』（1591年刊）、および清初の陳淏子『花鏡』（1688年刊）に「番椒」の名で見えるものが古い。初期においては主に観賞用であったらしい。四川料理で使われるようになったのはさらに時代が遅れる。乾隆年間（18世紀）の李化楠・李調元『醒園録』は四川料理に関するもっとも古い書物だが、まだトウガラシは使われておらず、嘉慶年間（1796年 - 1820年）になって初めて四川でトウガラシを栽培したという記録が見られる。したがって、長江中流域の料理が辛くなったのは19世紀初めと考えられる。

### 日本

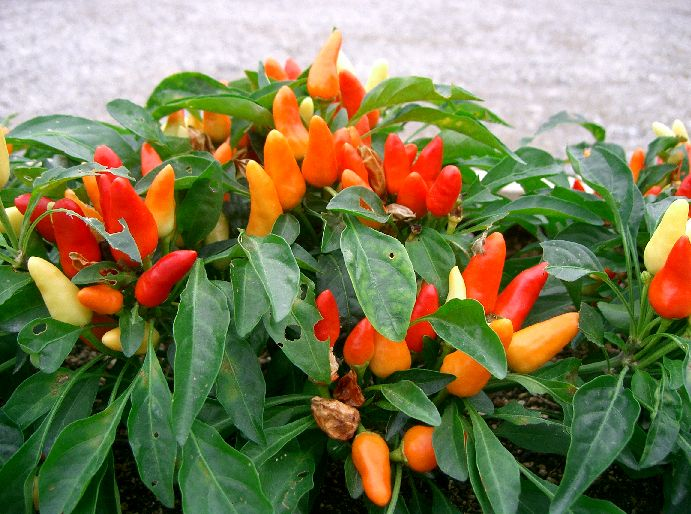
鑑賞用のトウガラシ

日本への伝来には諸説ある。日本に伝来した初期は食用として用いられず、観賞用や毒薬、足袋のつま先に入れて霜焼け止めとして用いられた。
- 1542年にポルトガル人宣教師が豊後国の戦国大名大友義鎮（よししげ、出家後に宗麟と称す）に種を献上したという説[39]。江戸時代後期の農政学者・佐藤信淵（のぶひろ）が『草木六部耕種法』(1829) の中で「蕃椒は最初は南亜墨利加（南アメリカ）州の東海浜なる伯亜兒国（ブラシリア）より生じたるものにして、天文十一年（1542年）に波爾杜瓦爾（ポルトガル）人の持ち来る」、南瓜の種子と共に「天文年中西洋人初めて豊後国に来航し...国主大友宗鱗に献じ」[40]と記している。ただし、「天文十一年」は「天文二十一年」（1552年）[41]の誤記である[独自研究?]。南蛮胡椒と呼ばれていたのはこのためであるとされる[要出典]。
- 1552年 ポルトガル人宣教師バルタザール・ガーゴが大友義鎮に種を献上したという説[要出典]。
- 1577年 ポルトガル人宣教師ルイス・フロイスが来日する同僚宣教師宛ての手紙に、「酢漬けトウガラシ」が珍重されることを記述[要出典]。
- 1592年の豊臣秀吉による朝鮮出兵のときに朝鮮から伝わったという説[39]。貝原益軒の『菜譜』[42]や『大和本草』[43]などには「昔は日本に無く、秀吉公の朝鮮伐の時、彼の国より種子を取り来る故に俗に高麗胡椒と云う」などと朝鮮から渡来したことが書かれている。これは「朝鮮へは日本から伝来した」とする他説とは一見相反するが、日本に唐辛子が伝わった当初は、西日本を中心にしか広まっておらず、その後、豊臣秀吉の朝鮮出兵に従事した兵士により日本へ唐辛子が逆輸入されたことで、朝鮮から日本へ来たものと考えた日本人がいた、という解釈がある[44][45]。
- 奈良の興福寺の塔頭、多聞院の住職の日誌『多聞院日記』の文禄2年（1593年）の記事に、こうある。

コセウノタネ尊識房ヨリ来。茄子タネフエル時分ニ植トアル間、今日植了。茄子種ノ様ニ少ク平キ也、惚ノ皮アカキ袋也。其内ニタネ数多在也。赤皮ノカラサ消肝了。コセウノ味ニテモ無之、辛事無類。—長実房英俊、『多聞院日誌』

### 韓国・朝鮮
1592年の朝鮮出兵の際、武器（目潰しや毒薬）または血流増進作用による凍傷予防薬として日本からの兵（加藤清正）が持ち込んだものである。1614年の『芝峯類説』では「南蛮椒には大毒があり、倭国からはじめてきたので俗に倭芥子（倭辛子）といい、近ごろこれを植えているのを見かける」と書かれており、イ・ソンウ（이성우、李盛雨）が『高麗以前の韓国食生活史研究』（1978年）で日本からの伝来説を示して以降、通説となっている。

## 唐辛子を利用した調味食品の例
- ○味唐辛子（一味唐辛子・七味唐辛子など） - 唐辛子と他の薬味や香辛料を混合した調味料。○内は数字で、混合した薬味や香辛料の種類の数が入る。主に各種の料理に振りかけて用いる。唐辛子と山椒・麻の実・黒ゴマなどの7種を混合した七味唐辛子、唐辛子・柚子・山椒の3種を混合した三味唐辛子、七味唐辛子の材料にエゴマ・紫蘇の葉などを加えて10種を混合した十味唐辛子などがある。唐辛子だけで構成されるものは一味唐辛子と呼ばれる。
- 唐辛子味噌（寒造里・かんずり、南蛮味噌）
- 柚子胡椒
- コーレーグス
- キムチ
- コチュジャン
- 豆板醤
- 辣椒醤
- ラー油
- ペッパーソース（商品名としてタバスコが広く知られているが、NHK（日本放送協会）の番組内で扱う場合は、放送法第83条（広告放送禁止規定）により、「ペッパーソース」と称して扱う）
- チリパウダー
- チリソース
- ホットソース
- ハリッサ（アリサ、アリッサとも）
- サルサの一部
- デスソース
- 唐辛子飲料 - 唐辛子を漬けた飲料としてセラノペッパー種を用いたチリビールなどの唐辛子ビール、薬用酒としても利用されるペルツォフカなどの唐辛子ウォッカなどがある。

## 世界各地での唐辛子の利用

### 南北アメリカ
メキシコ
トウガラシの原産国で、栽培される種類も多く、生のまま、乾燥させたもの、燻製にしたものなど様々な使い方がされている。有名なのは「ハラペーニョ」や「ハバネロ」と云う品種。
ボリビア
ボリビアの食卓にはロコトやアヒ・アマリージョを使ったヤフア（リャフア）というサルサ（ソース）が置かれているのが普通である。ウルピカも食用とされる。
ペルー
サルサやパパ・アラワンカイナなど料理の味付けおよび色付けにアヒ・アマリージョが多用される。ロコトにファルスを詰めた料理もある。
コロンビア
アヒーと呼ばれる薬味が料理の味付けに使われる。唐辛子とネギ、トマトのみじん切りに塩、レモン汁を混ぜて作る。
アメリカ合衆国
旧メキシコ領であったアメリカ合衆国南西部では、テクス・メクス料理などメキシコ系の料理にトウガラシがよく用いられる。西アフリカの料理の影響を受けたルイジアナ州のクレオール料理やケイジャン料理も同様で、赤いタバスコペッパー（キダチトウガラシの一種）やハラペーニョから作ったタバスコソースは同州の特産である。また、チリコンカーンの味付けに用いられるチリパウダーの主原料は中辛の唐辛子である。
ハイチ
ハイチ料理には、カプシクム・キネンセの一品種ピーマン・ブークを他の野菜と一緒に酢漬けにしたものが調味料としてよく使われる。

### ヨーロッパ
イタリア
イタリア料理（主に南イタリア）で使われることが多い。砕いた赤い唐辛子を使用するのが普通。基本的なスパゲッティ（またはパスタ一般）の料理法である「アーリオ・オリオ・ペペロンチーノ」のペペロンチーノは唐辛子の意味。オリーブオイルに唐辛子や各種ハーブなどで香りづけしペペロンチーニと呼ばれる香草オイルがある。
ギリシャ
砕いた赤唐辛子を家庭の野菜料理によく用いる。
ハンガリー
熟したパプリカを乾燥させて粉にしたものをグヤーシュやパプリカーシュなどの煮込み料理に用いる。
イベリア半島
パプリカに似た粉唐辛子をソーセージ（チョリソなど）の調味や煮込み料理に用いる。ポルトガルでは、キダチトウガラシの一種で辛味の強いピリピリも用いられる。
バスク地方
エスプレットという品種が有名。

### アジア
日本
日本の唐辛子は多種である。かつて、日本は50種類以上の唐辛子を生産する辛子の輸出大国であったが、その後は輸入が多くなっている。料理や漬物の薬味など幅広く使われており、蕎麦屋の店頭には、七味唐辛子、一味唐辛子などがテーブルに置かれ、各自の好みにより料理に加えることができる。沖縄そばには泡盛につけ込んだ調味料コーレーグスが欠かせない。国民一人当たりの消費量はそれほど多くは無い。
朝鮮半島
キムチ、チゲなど、唐辛子を使った料理が多い。唐辛子が伝わる以前には、山椒の実がよく使われていた。キムチに使われる唐辛子は、韓国特有の辛みが少ない大きめの唐辛子で、ほんのりと甘みがある。コチュジャンも味付けに利用される。また、男児が誕生すると縄に唐辛子をはさんで戸口に掲げる習慣がある。
中国
中国西南部で多用される。四川料理は唐辛子と「花椒」と呼ばれる山椒の一種を多用する。湖南料理は唐辛子と酢で、酸味のある辛さを特徴としている。特に唐辛子の味を強く出しているのは、貴州料理と雲南料理で、とりわけ雲南のタイ族などの少数民族料理が最も辛さを強調した料理を特徴としている。他にもミャオ族、ヤオ族なども唐辛子を多用している。広東料理はさほど唐辛子を使わないが、「野山椒」と呼ばれる青唐辛子の酢漬けを好む人もいる。杭州ではししとうに似た「杭椒」をピーマンのように炒め物に使う。
タイ
タイ料理にはトムヤムクン（スープ）やグリーンカレーなど、唐辛子を多く使った辛い料理が多い。唐辛子が伝わる前は胡椒（タイ語でプリッタイと呼ばれる）が用いられていた。「プリッキーヌー」は小粒で非常に辛い品種で、通常は青いまま使われる。
ブータン
唐辛子そのものを主要な野菜と見做し、調理して食べている。従って、世界最高の辛さを誇る料理である。唐辛子が伝る以前には、山椒の実が使われていた。唐辛子を野菜として用いたブータン料理としては、エマダツィが挙げられる。
インド、バングラデシュ
香辛料を使った料理の歴史が長い。地方によって辛みを出すのに唐辛子を多く使う地域とそれ以外の香辛料を多く使う地域がある。また一般に野菜よりも肉を使った料理に唐辛子を多用する傾向がある。唐辛子の漬物（アツァール）も作られる。ギネスブックに世界一辛い唐辛子と認定されていた「ブート・ジョロキア」はアッサム地方原産である。
スリランカ
スリランカ料理は、インド料理と同様に唐辛子により辛みをつけることが多い。
トルコ 、アルメニア
パプリカに似た粉唐辛子を煮込み料理に用いる。

### アフリカ
マグリブ（特にチュニジア）
唐辛子とコリアンダー（実）、クミンなどの香辛料を合わせて砕いたハリッサをクスクスなどの料理に調味料として添えたり、オリーブオイルと混ぜて薄切りパンに付け前菜としたりする。
エチオピア、エリトリア
唐辛子を主原料とした配合調味料ベルベレをワットなどの味付けに用いる。

## ギャラリー

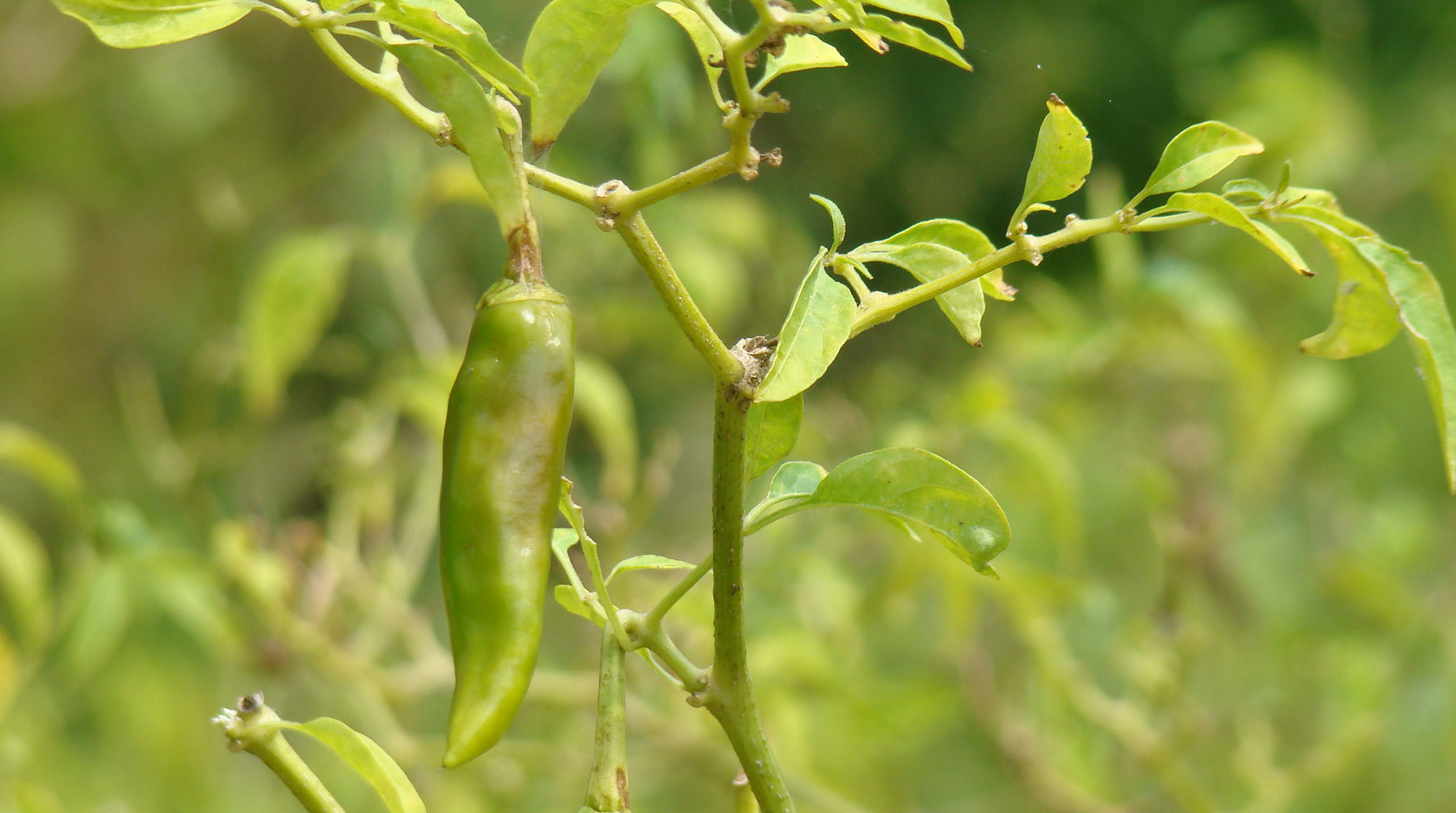
未成熟の唐辛子。畑で。
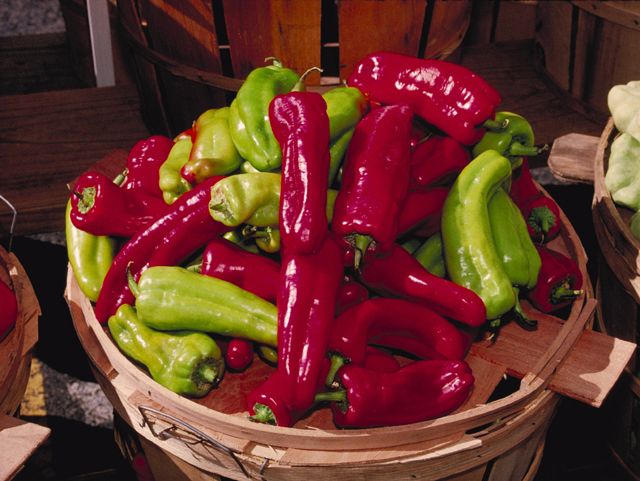
「キューバネール」
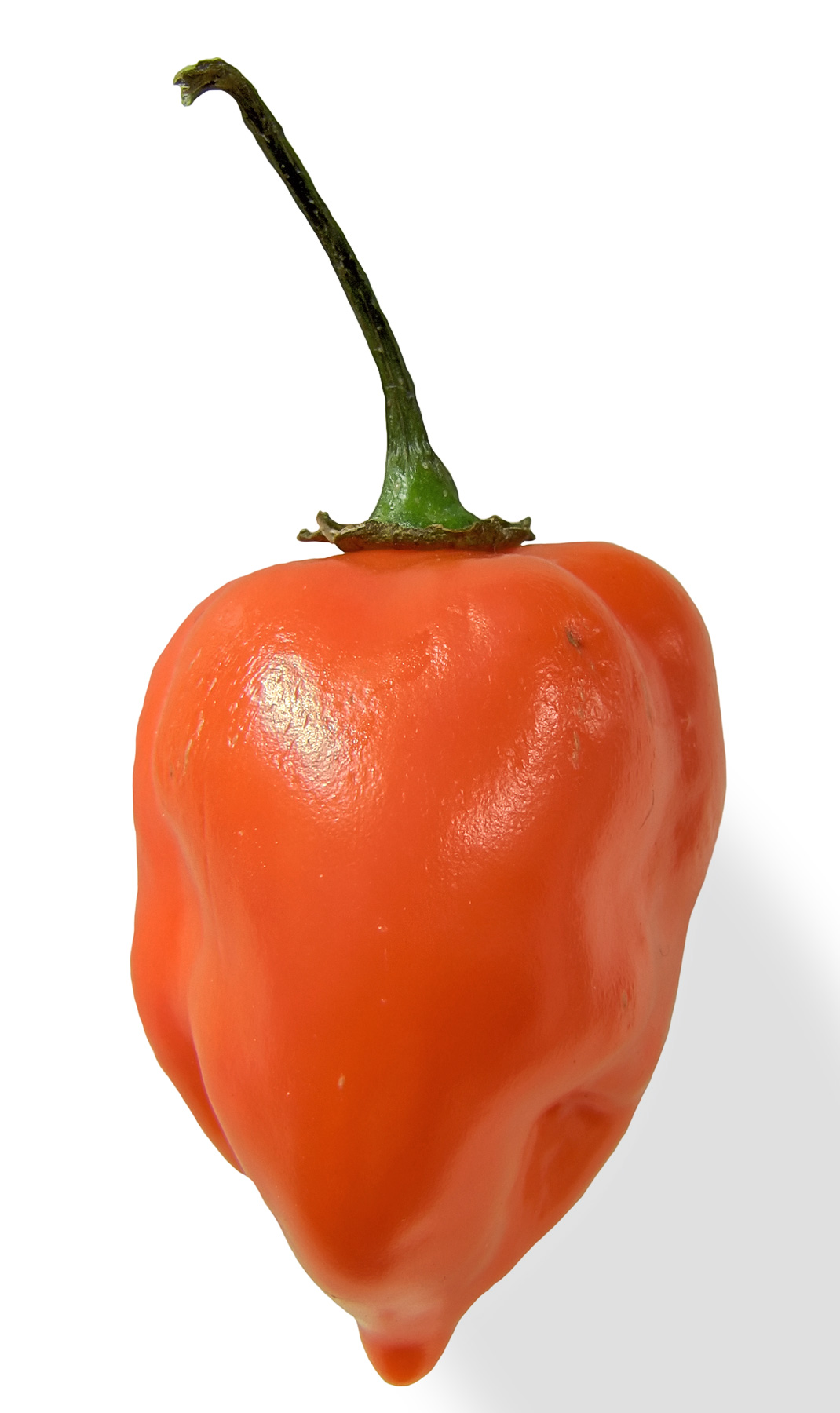
「ハバネロ」、強い辛さと独特な香りが特徴。
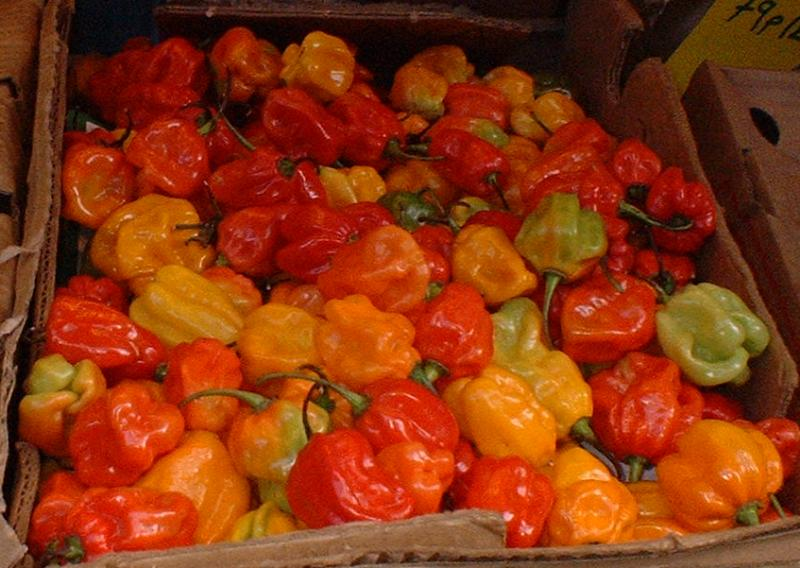
「スコッチボネット」
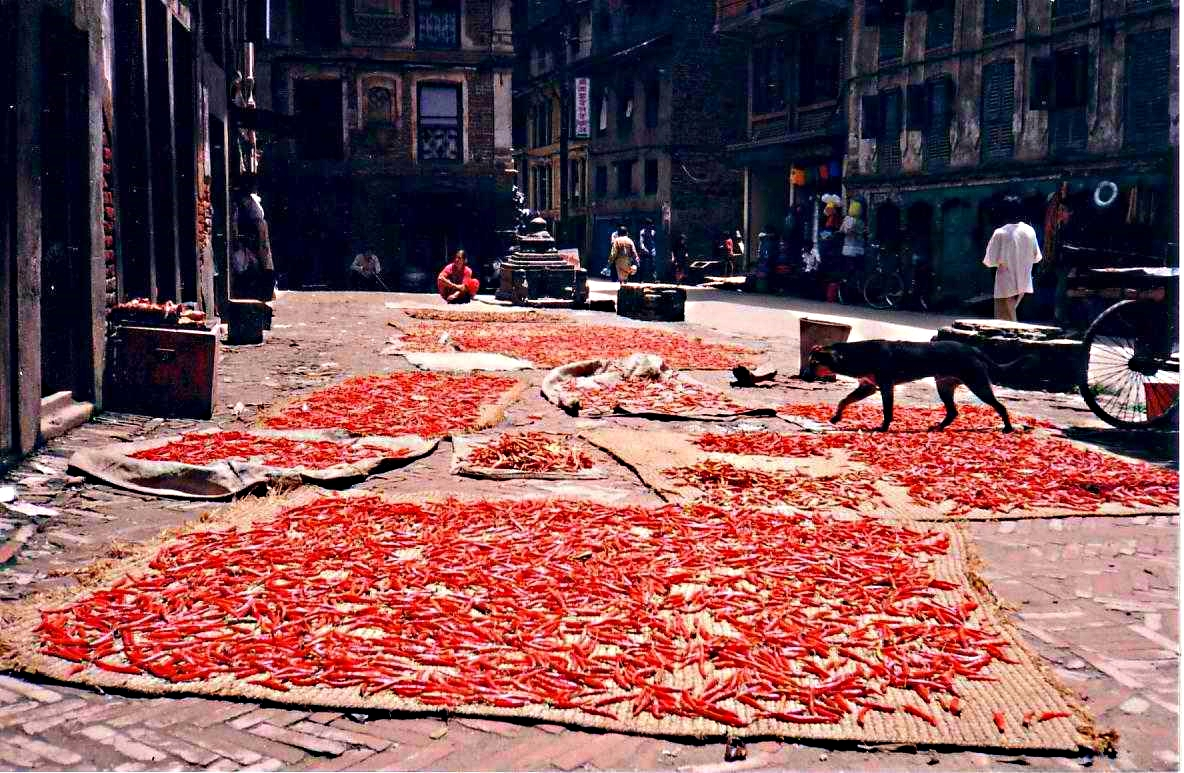
ネパール、カトマンズにて、唐辛子を乾燥させている様子。
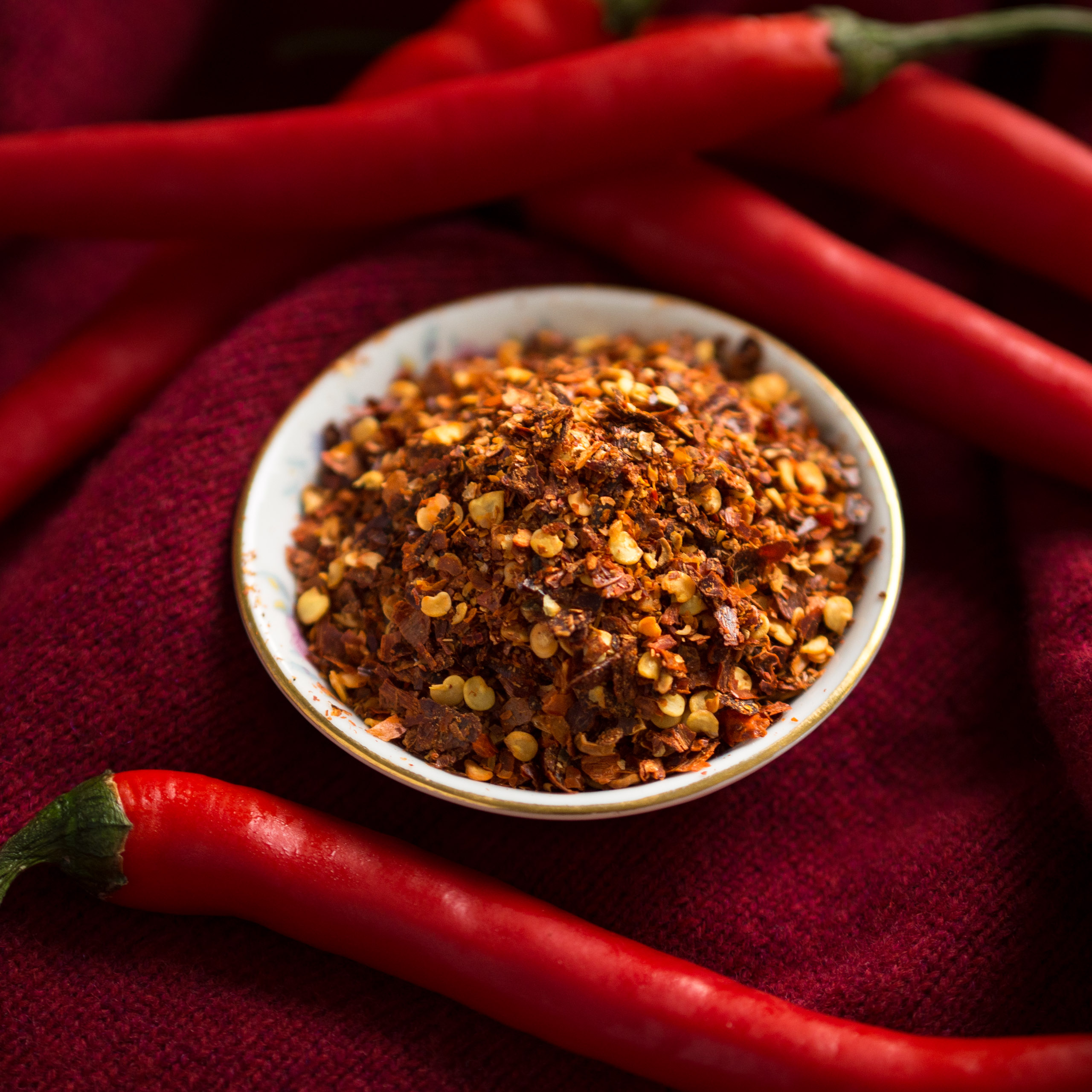
乾燥させた唐辛子フレークと、周囲に生の唐辛子。
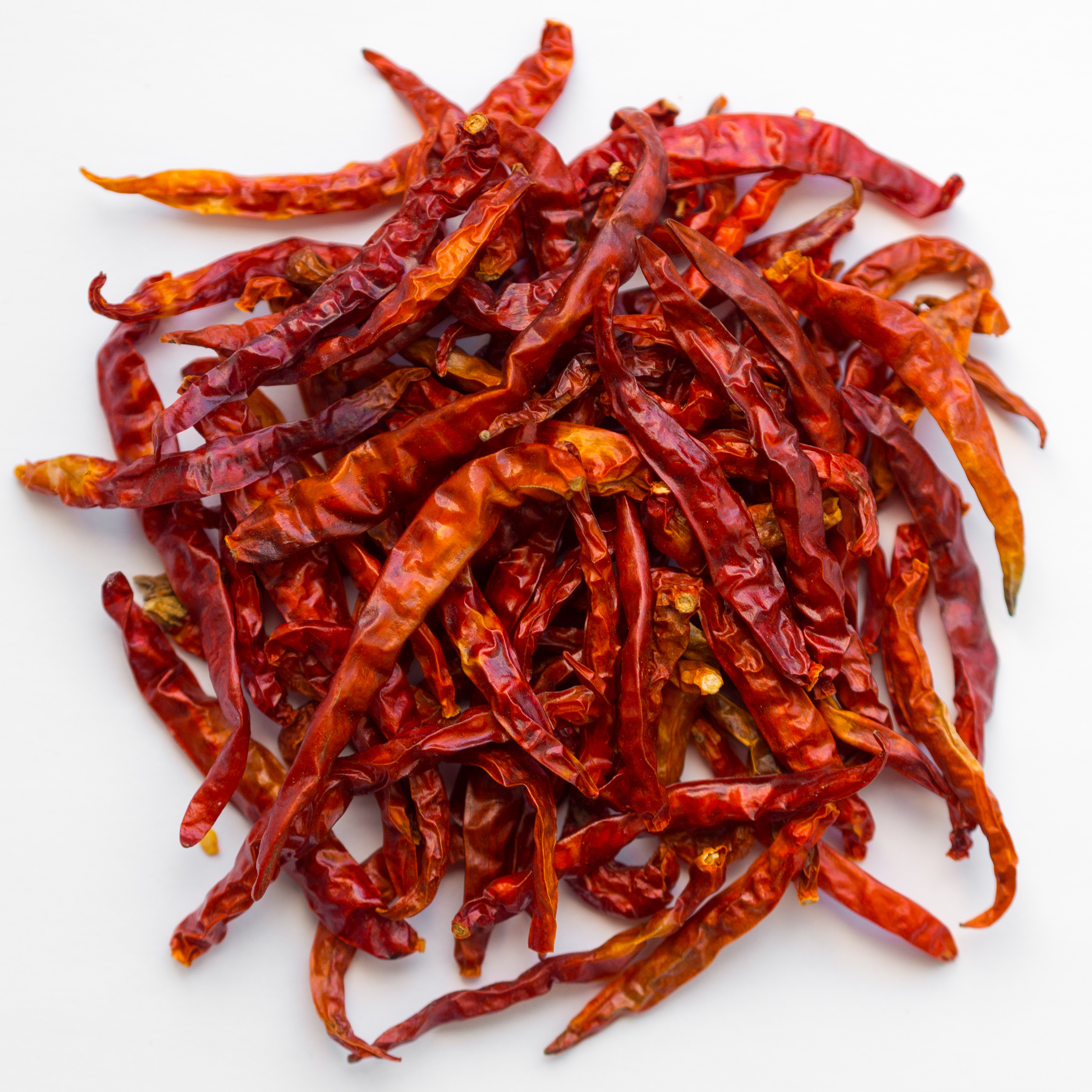
乾燥させたタイの「Bird's eye chili」
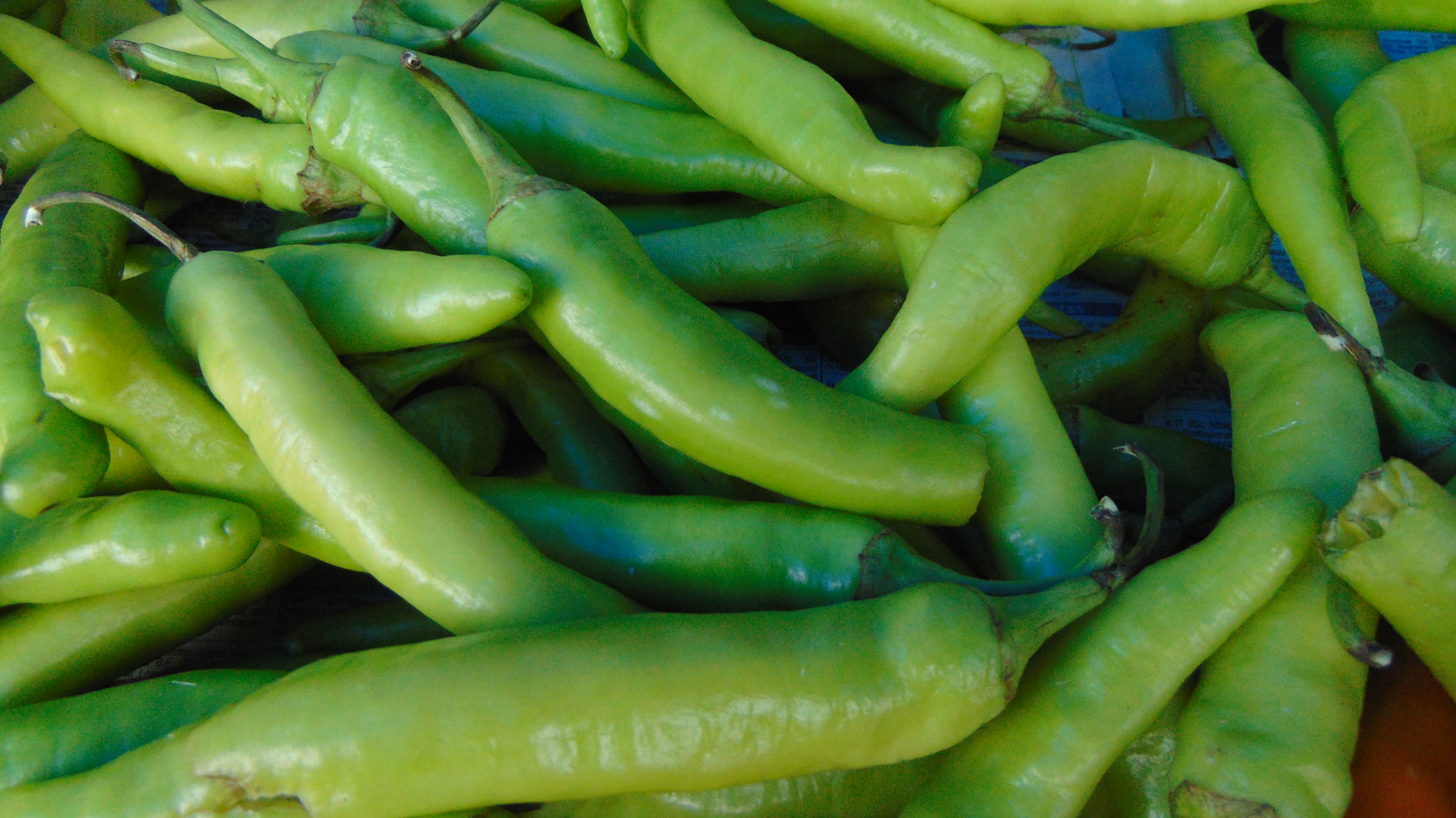
青唐辛子

## 唐辛子をモチーフにしたキャラクター
- からっキー[51] - 京都激辛商店街（京都府向日市の仮想商店街）のゆるキャラ
- とんかりくん[52] - 赤塚不二夫作『たまねぎたまちゃん』[53]のキャラクター